# Rhynchopsilopa diversa
Rhynchopsilopa diversa är en tvåvingeart som beskrevs av Canzoneri 1987. Rhynchopsilopa diversa ingår i släktet Rhynchopsilopa och familjen vattenflugor. Inga underarter finns listade i Catalogue of Life.